# Neil Warnock
Neil Warnock (Sheffield, 1 december 1948) is een Engels voetbalcoach en voormalig voetballer die speelde als aanvaller. Hij wist met Cardiff City in 2018 promotie af te dwingen naar de Premier League door als tweede te eindigen in de Football League Championship, met negen punten achterstand op kampioen Wolverhampton Wanderers.

## Erelijst

### Manager
Queens Park Rangers
- Football League Championship

2010/11